# Terra (esogeologia)
Terra (plurale: terrae) è un termine latino che indica il suolo, il terreno; è utilizzato in esogeologia, secondo una convenzione dell'Unione Astronomica Internazionale, per designare continenti o vaste regioni presenti sulla superficie di pianeti o altri corpi celesti.
Su Marte le formazioni che vanno sotto il nome di terrae sono in realtà le zone dell'emisfero meridionale più pesantemente craterizzate; la nomenclatura utilizzata riflette in massima parte quella originariamente proposta dall'astronomo italiano Giovanni Schiaparelli, uno dei primi osservatori del Pianeta Rosso.
Il nome terra è stato anche assegnato a continenti o vaste estensioni di terreno presenti su Venere, su Plutone, sui satelliti saturniani Giapeto e Titano e sull'asteroide 4 Vesta.